# Norvégia az 1964. évi nyári olimpiai játékokon
Norvégia a japán Tokióban megrendezett 1964. évi nyári olimpiai játékok egyik részt vevő nemzete volt. Az országot az olimpián 6 sportágban 26 sportoló képviselte, akik érmet nem szereztek.

## Atlétika
Férfi
| Versenyző    | Versenyszám | Előfutam | Előfutam | Előfutam | Döntő   | Döntő    |
| Versenyző    | Versenyszám | Idő      | Hely.    | Össz.    | Idő     | Helyezés |
| ------------ | ----------- | -------- | -------- | -------- | ------- | -------- |
| Thor Helland | 5000 m      | 13:52,4  | 3.       | 6.       | 13:57,0 | 8.       |
| Pål Benum    | 10 000 m    |          |          |          | 30:00,8 | 19.      |

| Versenyző       | Versenyszám   | Selejtező | Selejtező | Döntő    | Döntő    |
| Versenyző       | Versenyszám   | Eredmény  | Helyezés  | Eredmény | Helyezés |
| --------------- | ------------- | --------- | --------- | -------- | -------- |
| Terje Pedersen  | Gerelyhajítás | 72,10 m   | 13.       | kiesett  | kiesett  |
| Willy Rasmussen | Gerelyhajítás | 68,43 m   | 20.       | kiesett  | kiesett  |

Női
| Versenyző        | Versenyszám | Selejtező | Selejtező | Döntő    | Döntő    |
| Versenyző        | Versenyszám | Eredmény  | Helyezés  | Eredmény | Helyezés |
| ---------------- | ----------- | --------- | --------- | -------- | -------- |
| Berit Berthelsen | Távolugrás  | 632 cm    | 6.*       | 619 cm   | 9.       |
| Oddrun Hokland   | Távolugrás  | 603 cm    | 14.       | 568 cm   | 16.      |

| Versenyző      | Versenyszám | 80 m gát | 80 m gát | Súlylökés | Súlylökés | Magasugrás | Magasugrás | Távolugrás | Távolugrás | 200 m | 200 m | Végeredmény | Végeredmény |
| Versenyző      | Versenyszám | Idő      | Pont     | Eredmény  | Pont      | Eredmény   | Pont       | Eredmény   | Pont       | Idő   | Pont  | Pont        | Helyezés    |
| -------------- | ----------- | -------- | -------- | --------- | --------- | ---------- | ---------- | ---------- | ---------- | ----- | ----- | ----------- | ----------- |
| Oddrun Hokland | Ötpróba     | 12,0     | 890      | 10,05 m   | 717       | 163 cm     | 976        | 579 cm     | 941        | 25,3  | 905   | 4429        | 16.         |

* - egy másik versenyzővel azonos eredményt ért el

## Birkózás
Kötöttfogású
| Versenyző     | Versenyszám | 1. forduló                | 2. forduló                             | 3. forduló                       | 4. forduló        | 5. forduló        | Döntő             | Helyezés    |
| Versenyző     | Versenyszám | Ellenfél Eredmény         | Ellenfél Eredmény                      | Ellenfél Eredmény                | Ellenfél Eredmény | Ellenfél Eredmény | Ellenfél Eredmény | Helyezés    |
| ------------- | ----------- | ------------------------- | -------------------------------------- | -------------------------------- | ----------------- | ----------------- | ----------------- | ----------- |
| Harald Barlie | 78 kg       | Helmut Längle (AUT) · 2-2 | Carlos Alberto Vario (ARG) · kétvállas | Rizmayer Antal (HUN) · kétvállas | kiesett           | kiesett           | kiesett           | helyezetlen |

Szabadfogású
| Versenyző     | Versenyszám | 1. forduló                          | 2. forduló        | 3. forduló        | 4. forduló        | 5. forduló        | Döntő             | Helyezés    |
| Versenyző     | Versenyszám | Ellenfél Eredmény                   | Ellenfél Eredmény | Ellenfél Eredmény | Ellenfél Eredmény | Ellenfél Eredmény | Ellenfél Eredmény | Helyezés    |
| ------------- | ----------- | ----------------------------------- | ----------------- | ----------------- | ----------------- | ----------------- | ----------------- | ----------- |
| Harald Barlie | 78 kg       | Philip Oberlander (CAN) · kétvállas | visszalépett      | kiesett           | kiesett           | kiesett           | kiesett           | helyezetlen |

## Evezés
| Versenyző                                                                                | Versenyszám      | Előfutam | Előfutam | Vigaszág | Vigaszág | Döntő | Döntő   | Döntő | Helyezés |
| Versenyző                                                                                | Versenyszám      | Idő      | Hely.    | Idő      | Hely.    | Típus | Idő     | Hely. | Helyezés |
| ---------------------------------------------------------------------------------------- | ---------------- | -------- | -------- | -------- | -------- | ----- | ------- | ----- | -------- |
| Tor Ahlsand Birger Knudtzon Eilif Brodtkorb Ingolf Kristiansen Rolf Syversen (kormányos) | Kormányos négyes | 6:57,35  | 4.       | 7:18,57  | 3.       | B     | 6:48,38 | 3.    | 9.       |

## Sportlövészet
Férfi
| Versenyző        | Versenyszám                    | Pont | Helyezés |
| ---------------- | ------------------------------ | ---- | -------- |
| Nicolaus Zwetnow | Gyorstüzelő pisztoly           | 576  | 29.      |
| Magne Landrø     | Sportpuska, fekvő              | 585  | 44.      |
| Magne Landrø     | Sportpuska, összetett          | 1131 | 21.      |
| Magne Landrø     | Szabadpuska, összetett (300 m) | 1114 | 13.      |
| Thormod Næs      | Szabadpuska, összetett (300 m) | 1104 | 17.      |
| Thormod Næs      | Sportpuska, fekvő              | 587  | 36.      |

## Torna
Férfi
| Versenyző      | Versenyszám      | Selejtező | Selejtező | Döntő    | Döntő    |
| Versenyző      | Versenyszám      | Pontszám  | Helyezés  | Pontszám | Helyezés |
| -------------- | ---------------- | --------- | --------- | -------- | -------- |
| Åge Storhaug   | Talaj            | 18,55     | 38.       | kiesett  | kiesett  |
| Åge Storhaug   | Ugrás            | 19,00     | 28.       | kiesett  | kiesett  |
| Åge Storhaug   | Korlát           | 18,35     | 68.       | kiesett  | kiesett  |
| Åge Storhaug   | Nyújtó           | 18,65     | 40.       | kiesett  | kiesett  |
| Åge Storhaug   | Gyűrű            | 17,90     | 65.       | kiesett  | kiesett  |
| Åge Storhaug   | Lólengés         | 18,75     | 14.       | kiesett  | kiesett  |
| Åge Storhaug   | Egyéni összetett |           |           | 111,20   | 32.*     |
| Harald Wigaard | Talaj            | 9,10      | 128.      | kiesett  | kiesett  |
| Harald Wigaard | Ugrás            | 18,75     | 54.       | kiesett  | kiesett  |
| Harald Wigaard | Korlát           | 18,70     | 41.       | kiesett  | kiesett  |
| Harald Wigaard | Nyújtó           | 18,30     | 60.       | kiesett  | kiesett  |
| Harald Wigaard | Gyűrű            | 17,45     | 87.       | kiesett  | kiesett  |
| Harald Wigaard | Lólengés         | 19,05     | 6.        | 18,925   | 5.       |
| Harald Wigaard | Egyéni összetett |           |           | 101,35   | 107.     |

* - egy másik versenyzővel azonos eredményt ért el

## Vitorlázás
Nyílt
| Versenyző                                         | Versenyszám     | Futam | Futam | Futam | Futam | Futam | Futam | Futam | Pontszám | Helyezés |
| Versenyző                                         | Versenyszám     | 1     | 2     | 3     | 4     | 5     | 6     | 7     | Pontszám | Helyezés |
| ------------------------------------------------- | --------------- | ----- | ----- | ----- | ----- | ----- | ----- | ----- | -------- | -------- |
| Per Jordbakke                                     | Finn dingi      | 665   | 620   | 665   | 578   | 443   | (101) | 716   | 3687     | 15.      |
| Einar Koefoed Hans Mehren                         | Repülő hollandi | 821   | (382) | 578   | 469   | 578   | 578   | 645   | 3669     | 9.       |
| Stein Føyen Harald koronaherceg Eirik Johannessen | 5,5 méteres     | 432   | 323   | 432   | 976   | (277) | 323   | 374   | 2860     | 8.       |
| Knut Bengtson Egil Normann Ly Morits Skaugen      | Sárkányhajó     | 421   | 317   | 384   | 421   | 317   | 207   | (184) | 2067     | 15.      |